# ホノルル (雑誌)
『ホノルル (Honolulu)』は、ホノルルとハワイ地域を対象とするアメリカ合衆国のタウン情報誌。都市・地域雑誌協会 (City and Regional Magazine Association (CRMA)) 加盟誌である。

## 沿革
ハワイがまだ王国だった1888年、カラカウア王は勅令を出して、世界に向けてハワイを紹介する媒体となるような雑誌の創刊を命じた。こうして発刊された雑誌が『Paradise of the Pacific』であった。この創刊には、J・J・ウィリアムズ (J. J. Williams) やトマス・ジョージ・スラムが関わった。その後、1世紀近くもの間、『Paradise of the Pacific』誌は、地域の産業や観光を広報し、アメリカ合衆国市民の間にハワイ諸島は文明化されているという認識を広めた。『Paradise of the Pacific』誌への寄稿者たちの中には、 ヘンリー・B・クリスチャン (Henry B. Christian)、ヘレン・トマス・ドランガ (Helen Thomas Dranga)、アーマン・マヌーキアン (Arman Manookian) といった画家たちや、エドウィン・ノース・マクレラン (Edwin North McClellan) などの作家も含まれていた。
1966年、『Paradise of the Pacific』誌は、『Honolulu』と改題した。『Honolulu』誌は地元の富裕な住民層を読者層として狙い、内容の重点をニュースや特集の読み物へ移した。同誌はホノルルを中心に、ハワイ全域の食事、文化、芸術、政治、娯楽などを取り上げている。
『Honolulu』誌は、毎年恒例の飲食店を対象とした賞であるハレ・アイナ賞 (Hale Aina Awards) でも広く知られている。『Honolulu』誌は、ハワイ諸島最初の地元レストランを対象とした賞として、1984年にハレ・アイナ賞を創設した。ハワイのレストランを対象とする、それ以前からあった賞は、いずれもアメリカ合衆国本土の旅行関係団体などが与えるものであった。
『Honolulu』誌は、2004年から、あらゆる写真家に門戸を開き、前年のうちに撮影されたハワイを捉えた作品の提出を呼びかける、写真コンテストを開催している。
『Honolulu』誌は、ハワイ州全域を対象としたフィクション作品のコンテストでも知られていたが、このコンテストは2006年を最後に開催されていない。
親会社であるパシフィック・ベイズン・コミュニケーションズ (PacificBasin Communications) は、aio というハワイの企業集団の傘下にある。
パシフィック・ベイズン・コミュニケーションズは、このほかにも、『Hawaii Business Magazine』、『Hawaii Home and Remodeling』、『Hawaii Magazine』、『Honolulu Family Magazine』、『Lei Chic』、『Whalers Village Magazine』、『HONOLULU Shops Waikiki Magazine』などの雑誌を刊行している。
2005年4月には、『SMART Magazine』が、ハワイ初のファッション、美容、ライフスタイル雑誌として創刊された。